# Chondria apicalis
Chondria apicalis es una especie de coleóptero de la familia Endomychidae.

## Distribución geográfica
Habita en las Filipinas.